# Amoklauf an der Apalachee High School
Der Amoklauf an der Apalachee High School war ein Schulmassaker am 4. September 2024 an der Apalachee High School in der Nähe von Winder im US-amerikanischen Bundesstaat Georgia. Zwei Schüler und zwei Lehrer wurden durch die Massenschießerei getötet, neun weitere Personen wurden verletzt. Als Verdächtiger wurde der 14-jährige Colt G. in Gewahrsam genommen und wegen vierfachen Mordes angeklagt. Sein Vater, Colin G., wurde ebenfalls wegen Mordes zweiten Grades und fahrlässiger Tötung im Zusammenhang mit der Tat angeklagt, da er seinem Sohn die Waffe gekauft hatte. Es war der tödlichste Amoklauf an einer Schule in der Geschichte von Georgia.

## Amoklauf
Die Apalachee High School ist eine öffentliche Schule im Barrow County und etwa 80 km nordöstlich von Atlanta gelegen. Die Schule hat etwa 1.900 Schüler. Eine Woche vor der Tat erhielten sämtliche Lehrer der Schule einen Ausweis namens Centegix, mit einer Paniktaste für potenzielle gefährliche Situationen in der Schule, die ein „dynamisches digitales Mapping mit Echtzeit-Ortungsfunktionen“ auslöst.
Zunächst drohte ein Unbekannter in einem Anruf an der Apalachee High School mit einem Angriff auf fünf Schulen, wobei die Apalachee High School die erste sein werde.
Einem Schüler zufolge verließ der Schütze sein Klassenzimmer während des Unterrichts in Algebra gegen 9:45 Uhr. Da die Tür automatisch verschlossen war, klopfte er an, um wieder hineinzukommen. Ein Schüler sah eine Waffe und weigerte sich, den Schützen wieder in das Klassenzimmer zu lassen. Darauf drehte sich der Schütze um und feuerte zehn bis 15 Schüsse in ein nahe gelegenes Klassenzimmer ab.
Die Schule wurde gegen 10:20 Uhr abgeriegelt und die Strafverfolgungsbehörden reagierten um 10:23 Uhr. Der Leiter des Georgia Bureau of Investigation sagte, dass das Büro des Sheriffs um ca. 10:20 Uhr Ortszeit einen Anruf über einen aktiven Schützen in der Schule erhielt und die Einsatzkräfte innerhalb weniger Minuten eintrafen. Die Einsatzkräfte der Schule konnten den Verdächtigen innerhalb weniger Minuten überwältigen, woraufhin er sich ihnen ergab.
Die Schüler wurden aus dem Gebäude auf das Footballfeld der Schule evakuiert, nachdem dieses als sicher eingestuft worden war. Gouverneur Brian Kemp wies alle verfügbaren staatlichen Ressourcen an, am Tatort zu helfen.

## Opfer
Vier Menschen wurden getötet: die beiden 14-jährigen Schüler Mason Schermerhorn und Christian Angulo, die 53-jährige Mathematiklehrerin Christina Irimie und der Mathematiklehrer und stellvertretende Footballtrainer Richard Aspinwall im Alter von 39 Jahren. Ein weiterer Lehrer und acht Schüler wurden bei der Schießerei verwundet. Die Verletzten wurden im Piedmont Athens Regional Hospital in Athens und im Grady Memorial Hospital in Atlanta behandelt. Mehrere Personen erlitten Panikattacken.

## Der Täter und sein Umfeld
Colt G. wurde verhaftet und des vierfachen Mordes angeklagt. Er besuchte die neunte Klasse. Die Staatsanwaltschaft plant, G. als Erwachsenen anzuklagen. Ihm wird vorgeworfen, bei der Schießerei ein halbautomatisches Gewehr vom Typ AR-15 benutzt zu haben.
G.s 54-jähriger Vater Colin G. wurde in vier Fällen wegen fahrlässiger Tötung, in zwei Fällen wegen Mordes zweiten Grades und in acht Fällen wegen Grausamkeit gegenüber Kindern angeklagt. Er soll die bei der Schießerei eingesetzte Schusswaffe als Geschenk für seinen Sohn gekauft haben.
Im Mai 2023 besuchten FBI-Agenten der Außenstelle Atlanta sowie örtliche Beamte des Jackson County Sheriff’s Office G. und seine Familie, um Internetdrohungen mit Amokläufen an Schulen zu untersuchen. Der Besuch wurde durch anonyme Hinweise ausgelöst, die das National Threat Operations Center erhalten hatte. Bei der Befragung leugnete der damals 13-Jährige, die Drohungen ausgesprochen zu haben; sein Vater räumte ein, dass er Jagdwaffen besitze, behauptete jedoch, dass sein Sohn keinen „ungehinderten Zugang“ zu ihnen habe. In einer nach den Schüssen im September 2024 veröffentlichten Erklärung erklärte das FBI: „Zu diesem Zeitpunkt gab es keinen wahrscheinlichen Grund für eine Verhaftung oder für weitere Strafverfolgungsmaßnahmen auf lokaler, bundesstaatlicher oder föderaler Ebene.“
Die FBI-Untersuchung brachte ein Konto bei der Internetplattform Discord mit einer E-Mail-Adresse in Verbindung, die zu Colt G. gehört. Die Aktivitäten des Kontos wurden zu Orten in Fort Valley und Statesboro sowie möglicherweise Buffalo zurückverfolgt. Der Discord-Benutzername war auf Russisch verfasst und wurde mit „Lanza“ übersetzt, was sich angeblich auf den Schützen des Amoklaufs an der Sandy Hook Elementary School, Adam Lanza, bezog. Letztlich fanden die Ermittler keine Beweise für die Behauptung, dass entweder Colin oder Colt G. hinter dem Discord-Konto steckte.

## Reaktionen
Das Weiße Haus bestätigte in einer Erklärung, dass Liz Sherwood-Randall, die Beraterin für Innere Sicherheit, Präsident Joe Biden über den Amoklauf informiert hatte. Vizepräsidentin Kamala Harris dankte den Ersthelfern und erklärte, dass es „nicht so sein darf“. Generalstaatsanwalt Merrick B. Garland drückte seine Bestürzung aus. Die Pressesprecherin des Weißen Hauses, Karine Jean-Pierre, kommentierte den Amoklauf während der nachmittäglichen Pressekonferenz und sprach über das Anliegen der Waffenkontrolle in Form von allgemeinen Hintergrundprüfungen und anderen Programmen.
Der ehemalige Präsident Donald Trump drückte sein Beileid in einem Beitrag auf Truth Social aus. Er erklärte: „Unsere Herzen sind bei den Opfern und Angehörigen derer, die von dem tragischen Ereignis in Winder, GA, betroffen sind. Diese geliebten Kinder wurden uns viel zu früh von einem kranken und geistesgestörten Monster genommen.“
Trumps Running Mate für die Präsidentschaftswahl 2024 wurde kritisiert, dass er die Amoktat als Teil des Lebens abtat. Weiter sagte er: „[…] Wenn man ein Psychopath ist und Schlagzeilen machen will, dann weiß man, dass unsere Schulen ein leichtes Ziel sind.“